# Ирак на Играх исламской солидарности
Ирак принимает участие в Играх исламской солидарности, начиная с Игр 2005 года.
За все Игры спортивные делегации Ирака завоевали всего 43 медали, из них 13 золотых, в медальном зачёте занимают 14-е место.

## Медальный зачёт
С учётом результатов Игр 2021 года.
| Игры           | Золото         | Серебро        | Бронза         | Всего          | Место          |
| Мекка 2005     | 9              | 9              | 7              | 25             | 5              |
| Палембанг 2013 | 2              | 1              | 1              | 4              | 13             |
| Баку 2017      | 2              | 7              | 5              | 14             | 13             |
| 2021           | не участвовали | не участвовали | не участвовали | не участвовали | не участвовали |
| Всего          | 13             | 17             | 13             | 43             | 14             |